# NXT TakeOver: XXX
NXT TakeOver: XXX è stata la trentesima edizione della serie NXT TakeOver, prodotta dalla WWE per il roster di NXT, e trasmessa in diretta sul WWE Network. L'evento si è svolto il 22 agosto 2020 alla Full Sail University di Winter Park (Florida).
A causa della pandemia di COVID-19 e delle misure necessarie per farvi fronte, l'evento si è svolto con la sola presenza del personale autorizzato e a porte chiuse. Alcuni atleti del Performance Center, comunque, hanno potuto assistere all'evento.
La serie di NXT TakeOver, riservata ai lottatori di NXT, è iniziata il 29 maggio 2014, con lo show tenutosi alla Full Sail University di Winter Park (Florida). I Dark Match sono contati dalla WWE come taping per la prossima puntata di NXT.

## Storyline
Nella puntata di NXT del 22 luglio il detentore dell'NXT Championship e dell'NXT North American Championship Keith Lee ha deciso di rendere vacante il secondo titolo, proprio per potersi concentrare sulla difesa del primo. Per questo motivo, il General Manager di NXT William Regal ha decretato una serie di Triple Threat match per determinare i cinque wrestler che si sarebbero affrontati in un Ladder match per la riassegnazione del vacante NXT North American Championship. Nella puntata di NXT del 22 luglio il primo a qualificarsi è stato Bronson Reed, il quale ha sconfitto Johnny Gargano e Roderick Strong, mentre il secondo, nella puntata di NXT del 29 luglio, è stato Dexter Lumis, il quale ha sconfitto Finn Bálor e Timothy Thatcher. Nella puntata di NXT del 5 agosto Damian Priest si è qualificato sconfiggendo Oney Lorcan e Ridge Holland. Nella puntata di NXT del 12 agosto Cameron Grimes si è qualificato sconfiggendo Kushida e Velveteen Dream. A seguito dell'infortunio di Dexter Lumis, ci saranno due ulteriori match finali tra coloro i quali (nei precedenti incontri) non sono stati né schienati e né sottomessi: Johnny Gargano contro Ridge Holland e Finn Bálor contro Velveteen Dream. Nella puntata di NXT del 19 agosto Dream ha prevalso su Bálor (grazie all'intervento di Timothy Thatcher) e Gargano ha superato Holland.
Nella puntata di NXT del 5 agosto Dakota Kai ha sconfitto Rhea Ripley, diventando la contendente n°1 all'NXT Women's Championship di Io Shirai per NXT TakeOver XXX.
Dopo aver avuto un'interazione con lui nella puntata di NXT del 29 luglio, Adam Cole ha assistito con Pat McAfee al match valevole per l'NXT Tag Team Championship tra i campioni dell'Imperium (Fabian Aichner e Marcel Barthel) e Bobby Fish e Kyle O'Reilly dell'Undisputed Era (affiliati di Cole); poco dopo, però, Cole ha avuto una breve colluttazione con McAfee, causando la sconfitta di Fish e O'Reilly. Un match tra Cole e McAfee è stato sancito per NXT TakeOver XXX.
Dopo che Karrion Kross ha iniziato a mandare dei criptici messaggi all'NXT Champion Adam Cole, quest'ultimo si è confrontato con l'NXT North American Champion Keith Lee. Il 1º luglio, a NXT The Great American Bash, Lee ha sconfitto Cole in un Winner Takes All match conquistando anche l'NXT Championship (e rendendo vacante poco tempo dopo l'NXT North American Championship). Subito dopo, tuttavia, Kross ha iniziato a prendere di mira Lee con criptici avvertimenti, e nella puntata di NXT del 12 agosto è stato annunciato che Lee avrebbe dovuto difendere l'NXT Championship contro Karrion Kross a NXT TakeOver XXX.
Nella puntata di NXT del 19 agosto venne annunciato, per il Pre-show di NXT TakeOver XXX, un Triple Threat Tag Team match per determinare i contendenti n°1 all'NXT Tag Team Championship dell'Imperium tra i Breezango, Danny Burch e Oney Lorcan e il Legado del Fantasma (Joaquin Wilde e Raul Mendoza).
Dopo aver costato il match di qualificazione a Finn Bálor contro Velveteen Dream per un posto nel Ladder match per il vacante NXT North American Championship, è stato annunciato che Timothy Thatcher affronterà Bálor per ordine del General Manager di NXT William Regal.

## Risultati
| #        | Match | Stipulazioni                                                                                | Durata |
| -------- | --- | ------------------------------------------------------------------------------------------- | ------ |
| Pre-show | I Breezango hanno sconfitto Danny Burch e Oney Lorcan e il Legado del Fantasma (Joaquin Wilde e Raul Mendoza) | Triple threat tag team match per determinare i nuovi sfidanti all'NXT Tag Team Championship | 6:52   |
| 1        | Finn Bálor ha sconfitto Timothy Thatcher                                                                      | Single match                                                                                | 13.32  |
| 2        | Damian Priest ha sconfitto Bronson Reed, Cameron Grimes, Johnny Gargano e Velveteen Dream                     | Ladder match per il vacante NXT North American Championship                                 | 21:25  |
| 3        | Adam Cole ha sconfitto Pat McAfee                                                                             | Single match                                                                                | 16:12  |
| 4        | Io Shirai (c) ha sconfitto Dakota Kai (con Raquel Gonzalez)                                                   | Single match per l'NXT Women's Championship                                                 | 17:13  |
| 5        | Karrion Kross (con Scarlett) ha sconfitto Keith Lee (c)                                                       | Single match per l'NXT Championship                                                         | 21:51  |